# Ubora Towers
El complejo Torres Ubora está formado por dos torres en el Business Bay de Dubái, EAU. El complejo consiste en el edificio comercial Ubora o U-Bora Tower 1 y el edificio residencial Ubora o U-Bora Tower 2. La construcción de las torres Ubora finalizó en 2011. La torre 1, tiene 58 plantas. La altura total de la estructura es de casi 263 m. La torre residencial o Ubora Tower 2, es más pequeña, de una altura de 20 plantas.

## Galería

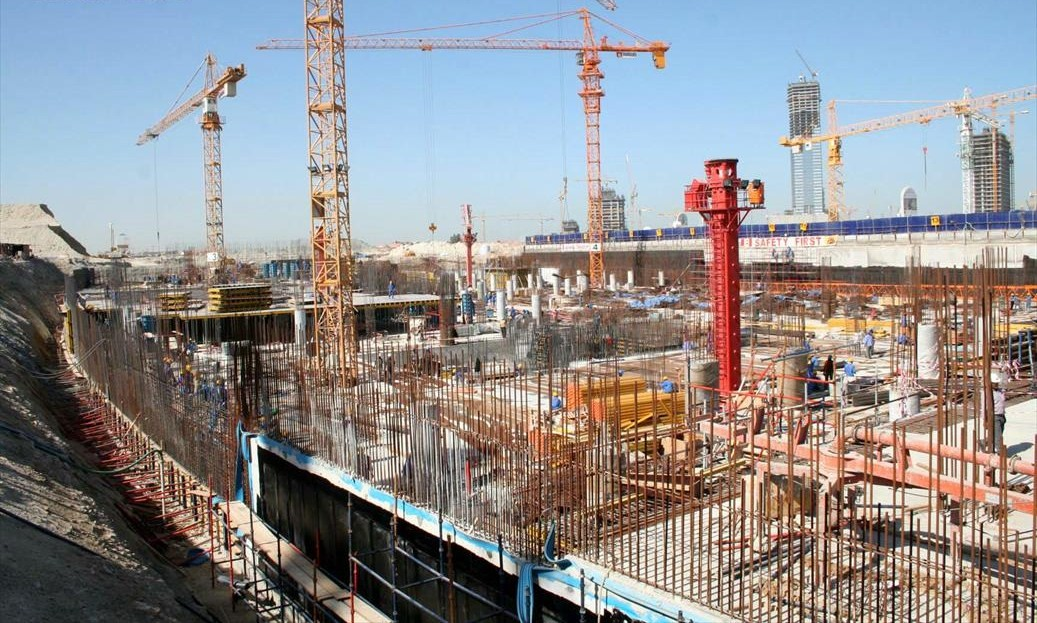
Aspecto de la construcción en febrero de 2008
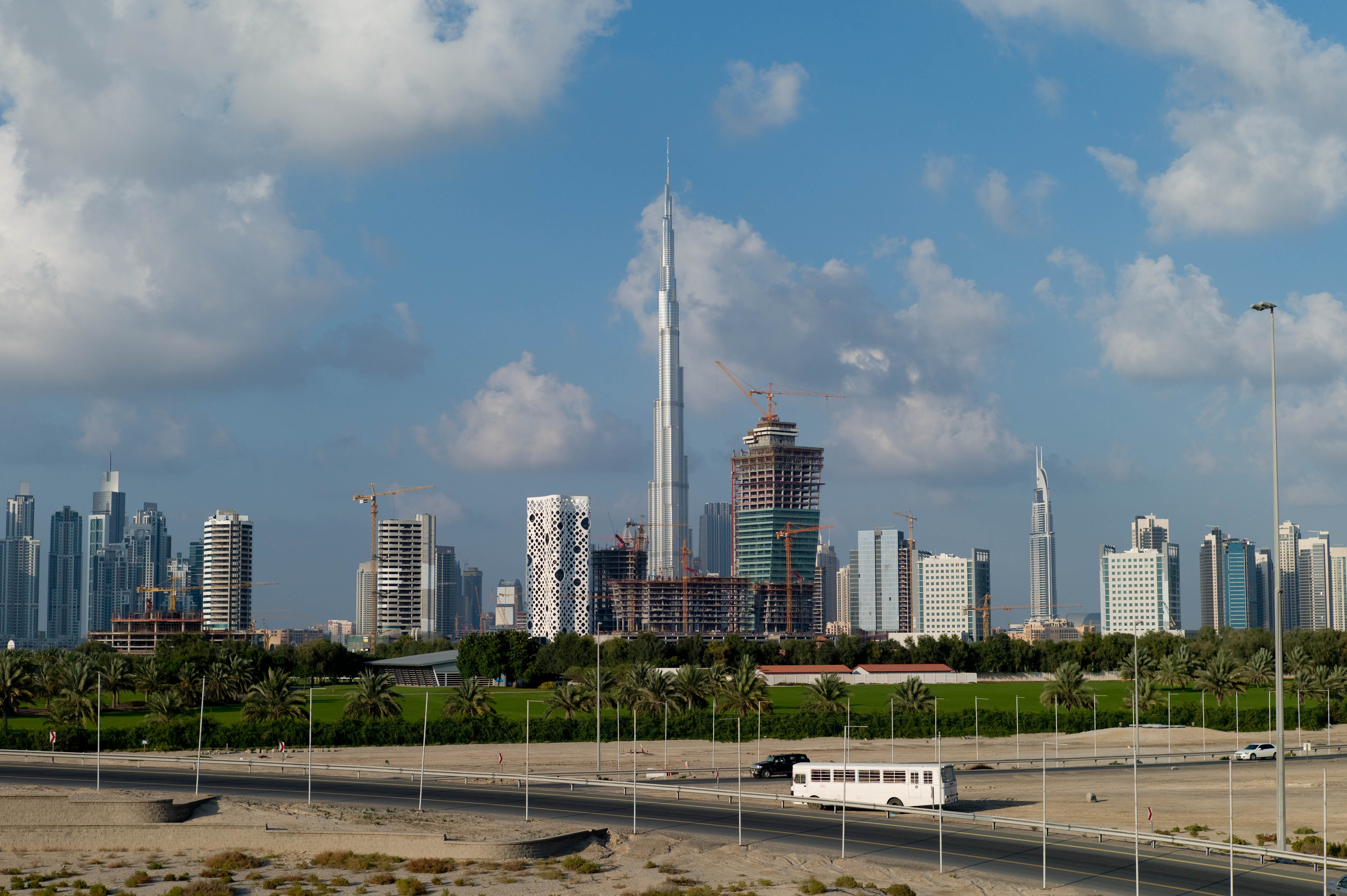
Aspecto de la construcción el 25 de diciembre de 2009